# Bösingen (Fribourg)
Pour les articles homonymes, voir Bösingen.
Bösingen (Basens en français, Bésin  en patois fribourgeois) est une localité et une commune suisse du canton de Fribourg, située dans le district de la Singine.

## Géographie
Bösingen mesure 1 434 ha. 9,3 % de cette superficie correspond à des surfaces d'habitat ou d'infrastructure, 75,2 % à des surfaces agricoles, 14,7 % à des surfaces boisées et 0,8 % à des surfaces improductives.
En plus du village de Bösingen, la commune comprend les hameaux de Fendringen, Friseneit, Grenchen, Litzistorf, Niederbösingen, Noflen, Lischera, Richterwil, Riederberg, Uttiwil et Vogelshus.
Bösingen est limitrophe de Guin, Kleinbösingen, Schmitten et Wünnewil-Flamatt, ainsi que de Kriechenwil, Laupen et Neuenegg dans le canton de Berne.

## Population

### Surnom
Les habitants de la commune sont surnommés d'Halbseck, soit les demi-sacs en suisse allemand.

### Démographie
Bösingen compte 3 339 habitants en 2022. Sa densité de population atteint 233 hab./km2. 
Le graphique suivant résume l'évolution de la population de Bösingen entre 1850 et 2008 :

## Monuments et curiosités
L'église Saint-Jacques est déjà mentionnée en 1226. Reconstruite au XVIIIe-XIXe siècle, elle consiste en un édifice à une nef et chœur rectangulaire sur lequel s'adosse un clocher d'origine médiévale. Le mobilier date du XVIIIe-XIXe siècle. La chapelle construite en 1836 a trois colonnes romaines qui se dressent à son chevet.
En face de l'église, se trouve un grenier de 1690. Dans le village, un autre très beau grenier de 1732 avec inscription.

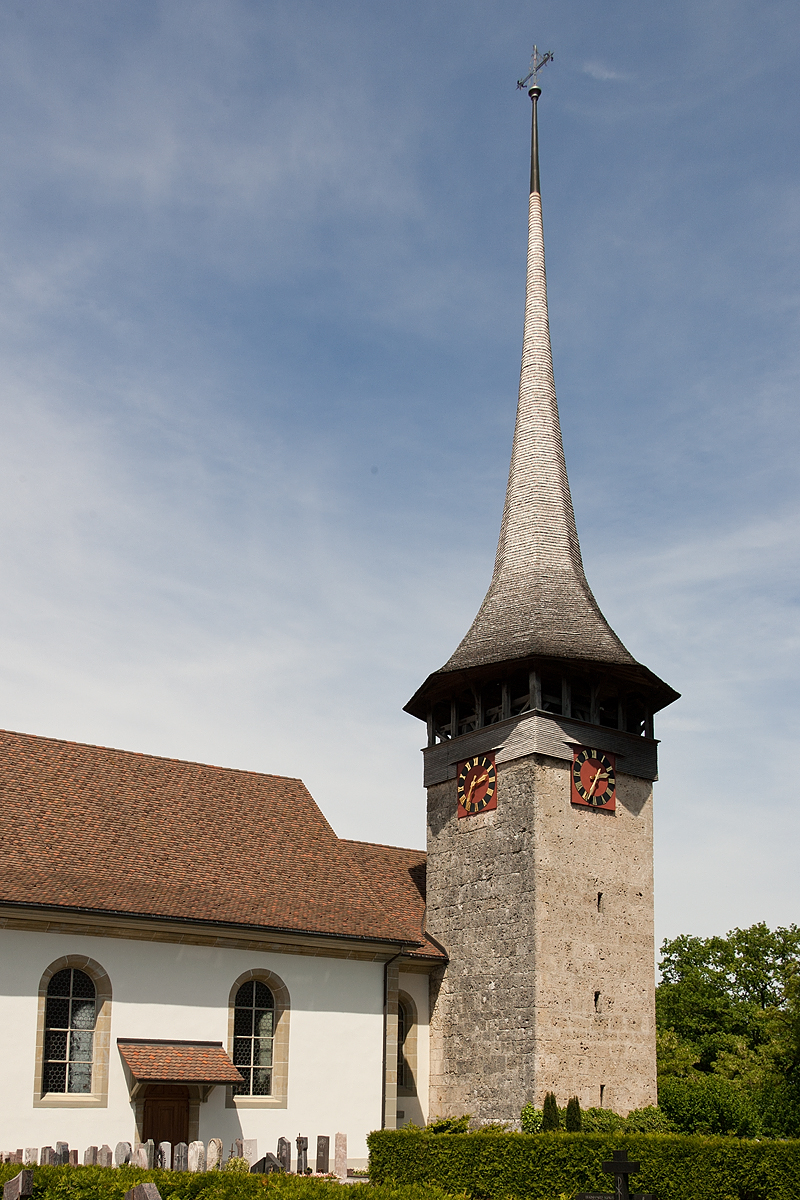
Le clocher de l'église de Bösingen